# Begonia nevadensis
Begonia nevadensis là một loài thực vật có hoa trong họ Thu hải đường. Loài này được Dorr mô tả khoa học đầu tiên năm 1999.